# Pleśna (Petite-Pologne)
Pour les articles homonymes, voir Pleśna.
Pleśna est une localité polonaise, siège de la gmina de Pleśna, située dans le powiat de Tarnów en voïvodie de Petite-Pologne.